# Armand De Decker
Armand De Decker (Uccle, 8 de outubro de 1948 — Woluwe-Saint-Lambert, 12 de junho de 2019) foi um político belga.
De Decker graduou-se em Direito pela Universidade Livre de Bruxelas. Em 1981, ele foi eleito pelo Parti Réformateur Libéral (PRL) à Câmara dos Representantes da Bélgica, onde ele ficou até 1995. No mesmo ano, foi eleito ao Senado, sendo reeleito em 1999 e 2003. De 1999 a 2004, Armand De Decker foi presidente do Senado. Serviu como presidente do conselho da Região de Bruxelas-Capital entre 1995 e 1999.
Em 20 de julho de 2004, De Decker tornou-se ministro responsável pela Cooperação de Desenvolvimento dentro do Governo federal belga. Foi o prefeito de Uccle, sua cidade natal.